# Virasana
Virasana (en sánscrito: वीरासन, AITS: vīrāsana) o postura del héroe es una asana de rodillas y sentada del yoga moderno. Es una postura considerada de nivel básico o para principiantes en el yoga moderno.

## Etimología y origen
La palabra en sánscrito Virasana significa 'postura del héroe': 
- Vira (en sánscrito: वीर, AITS: vīra), que significa 'héroe'[2]
- Asana (en sánscrito: आसन, AITS: āsana), que significa 'postura'[3]

### Origen
El nombre Virasana es antiguo, se encuentra en el Patanjalayogashastravivarana del siglo VIII (2.46-48) y el Vasishthasamhita del siglo XIII (1.72), pero en esos textos la descripción es de una postura de meditación sentada con las piernas cruzadas.
La postura moderna de rodillas se encuentra en textos del siglo XX como Luz sobre el yoga de B. K. S. Iyengar; también se menciona en los textos de Ashtanga vinyasa yoga (por ejemplo, Maehle 2011, que la recomienda para alargar el músculo cuádriceps).
El estudioso de yoga Mark Singleton señala que una postura similar a Supta virasana se describió en el texto danés de principios del siglo XX de Niels Bukh, Primitive Gymnastics. Swami Kuvalayananda incorporó a Supta virasana en su sistema de ejercicios en la década de 1920, desde donde fue tomada por el influyente maestro de yoga Tirumalai Krishnamacharya.

## Descripción
Virasana es una postura clásica de yoga sentada que estira los muslos y los tobillos mientras mejora la postura. Es una de las posturas más antiguas y tradicionales utilizadas para la meditación y los ejercicios de respiración (pranayama).

### Variantes

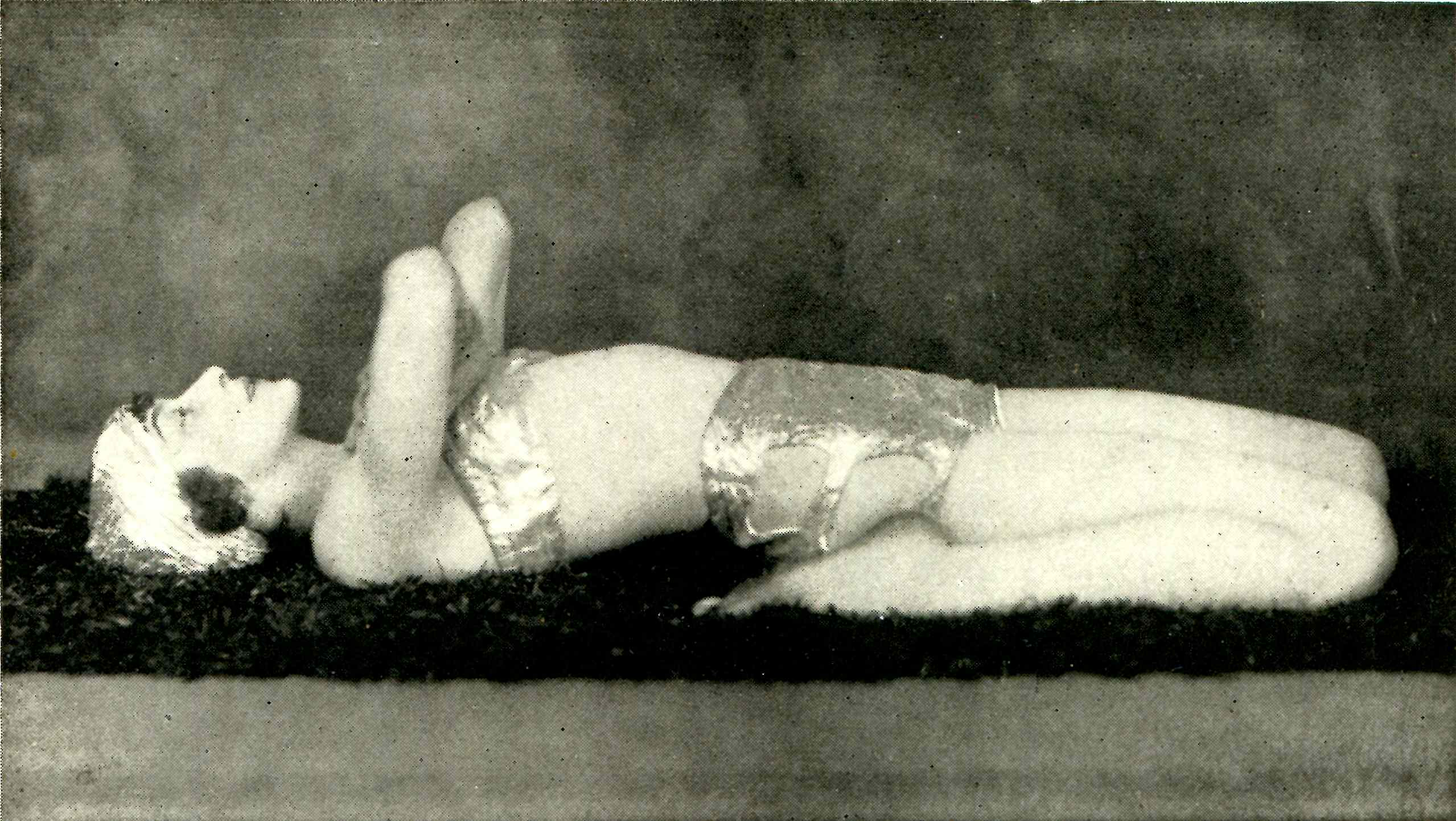
Marguerite Agniel en Supta virasana o postura del héroe reclinado.

- Adho mukha virasana[9]
- Supta virasana

## Estudios
Un estudio clínico en Nueva Jersey (Estados Unidos) publicado el 2015 en 25 mujeres con 35 a 37 semanas de embarazo que participaron en una sesión de yoga en donde se ejercitaron en 26 asanas (se incluyó Virasana) concluyó que no hubo efectos negativos en la salud de las mujeres y los fetos.

## Contra posturas
Una contra postura de yoga es una asana de yoga que estira la columna vertebral en la dirección opuesta a la asana anterior o la devuelve a una posición neutral. Las posturas recomendadas luego de practicar virasana son:

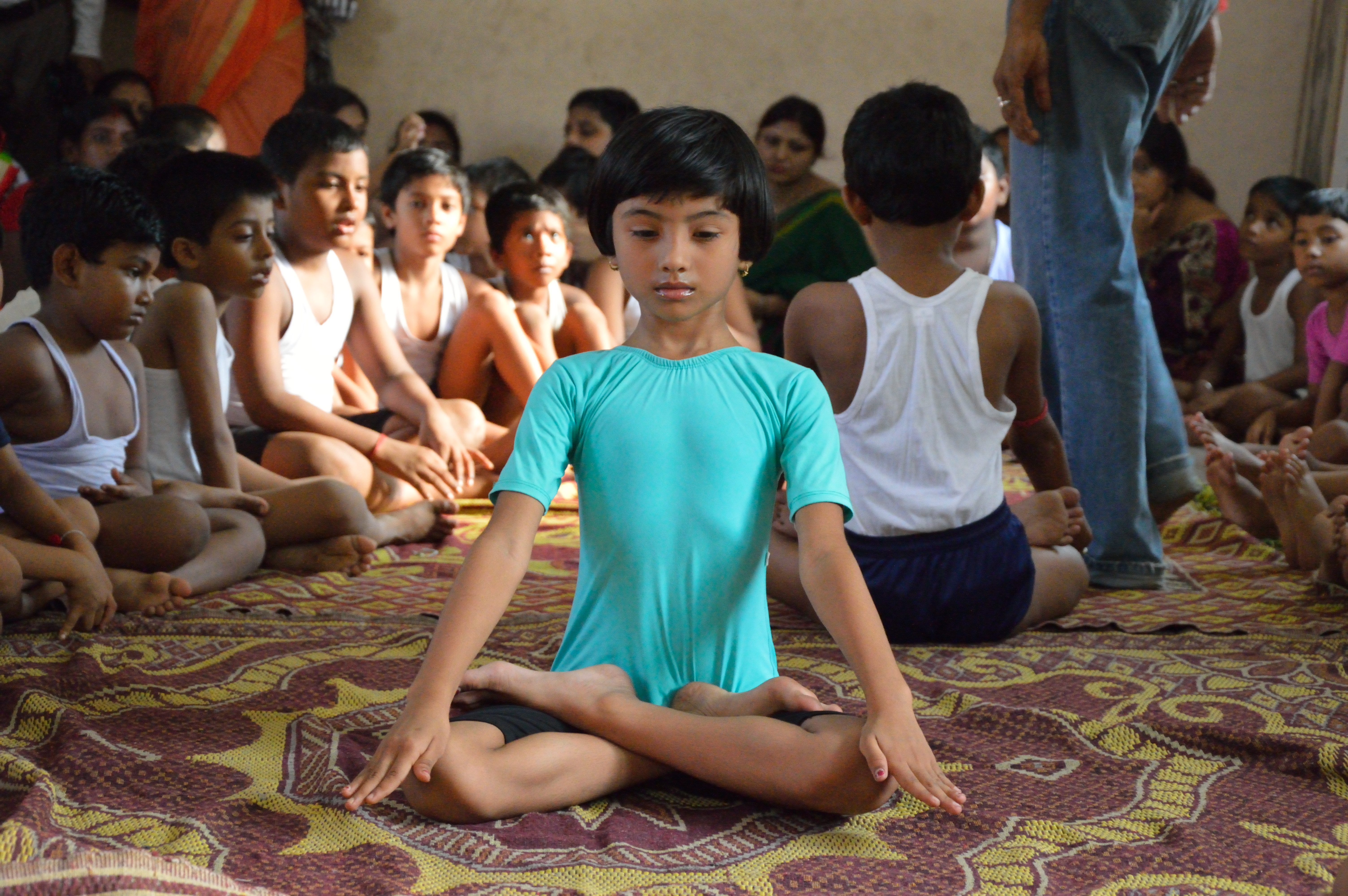
Padmasana, postura del loto.
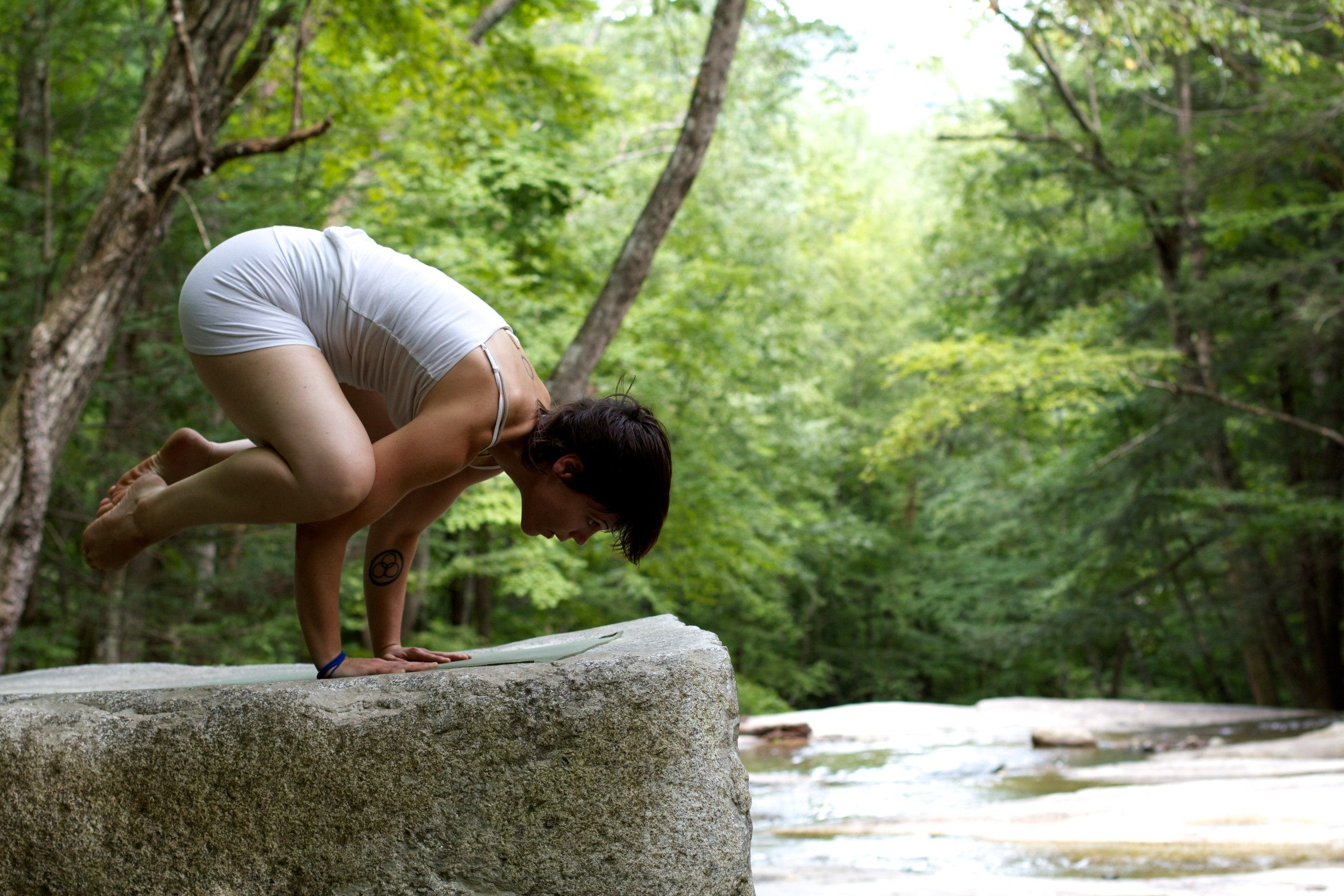
Bakasana, postura del cuervo.

- Padmasana,[13]
postura del loto.
- Bakasana,[13]
postura del cuervo.

## Contraindicaciones
Es una postura contraindicada para personas con problemas cardíacos, migraña, dolores de cabeza frecuentes y lesiones o inflamaciones en la rodilla y tobillo.
Cualquier sensación de estiramiento o incomodidad significa que los ligamentos de las rodillas se están estirando. Los ligamentos no tienen la memoria de los músculos; no se recuperan cuando se estiran. Con el tiempo, el estiramiento excesivo continuo puede desestabilizar las articulaciones de la rodilla. Virasana puede ayudar a mantener las rodillas ágiles, pero es importante abordarla con precaución y respeto. Puede tomar años para que las caderas de algunas personas lleguen al piso, y si nunca lo hacen, está bien también. Es mucho mejor sentarse en mantas y disfrutar de rodillas sanas que forzarse al suelo y correr el riesgo de lesionarse.